# 米爾施泰特阿爾佩山

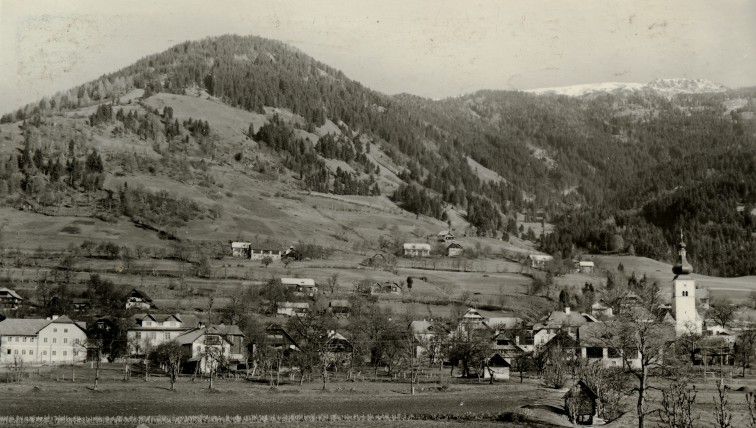

46°50′0″N 13°37′0″E / 46.83333°N 13.61667°E
米爾施泰特阿爾佩山（德語：Millstätter Alpe），是奧地利的山峰，位於該國南部，由克恩頓州負責管轄，屬於諾克山脈的一部分，海拔高度2,091米，每年平均降雨量2,511毫米。